# خط عرض 38° شمال
خط عرض 38° شمال هي إحدى دوائر العرض الجغرافية، وهي دوائر وهمية تحيط بالكرة الأرضية، وموازية لخط الاستواء، وتتميز هذه الدائرة بأن الأراضي الواقعة عليها تنتمي للمنطقة المعتدلة الدفيئة.

## حول العالم
خط عرض 38° شمال يبدأ من خط الزوال الأولي ويتجه شرقا ويمر عبر:
| الإحداثيات                           | البلد أو الإقليم أو البحر | ملاحظات |
| ------------------------------------ | ------------------------- | --- |
| 38°0′N 0°0′E / 38.000°N 0.000°E      | البحر الأبيض المتوسط      | مرورا بشمال جزيرة مليطمة بإيطاليا (في 37°59′43″N 12°1′47″E / 37.99528°N 12.02972°E) |
| 38°0′N 12°19′E / 38.000°N 12.317°E   | إيطاليا                   | جزر جزيرة اليابسة وصقلية |
| 38°0′N 15°25′E / 38.000°N 15.417°E   | البحر الأبيض المتوسط      | مضيق مسينة |
| 38°0′N 15°38′E / 38.000°N 15.633°E   | إيطاليا                   | مرورا عبر ريدجو كالابريا (الضواحي الجنوبية) |
| 38°0′N 16°8′E / 38.000°N 16.133°E    | البحر الأبيض المتوسط      | البحر الأيوني - مرورا بين جزر كيفالونيا (في 38°4′N 20°43′E / 38.067°N 20.717°E) وزاكينثوس (في 37°56′N 20°42′E / 37.933°N 20.700°E)، اليونان                                               |
| 38°0′N 21°16′E / 38.000°N 21.267°E   | اليونان                   | مرورا عبر أثينا (الضواحي الشمالية) |
| 38°0′N 24°2′E / 38.000°N 24.033°E    | بحر إيجة                  | |
| 38°0′N 24°14′E / 38.000°N 24.233°E   | اليونان                   | جزر Petalioi ووابية |
| 38°0′N 24°34′E / 38.000°N 24.567°E   | بحر إيجة                  | مرورا بشمال جزيرة أندروس (في 37°59′57″N 24°47′23″E / 37.99917°N 24.78972°E)، اليونان |
| 38°0′N 27°7′E / 38.000°N 27.117°E    | تركيا                     | |
| 38°0′N 44°17′E / 38.000°N 44.283°E   | إيران                     | |
| 38°0′N 48°55′E / 38.000°N 48.917°E   | بحر قزوين                 | |
| 38°0′N 53°49′E / 38.000°N 53.817°E   | تركمانستان                | |
| 38°0′N 55°17′E / 38.000°N 55.283°E   | إيران                     | |
| 38°0′N 57°22′E / 38.000°N 57.367°E   | تركمانستان                | مرورا بشمال عشق آباد |
| 38°0′N 66°38′E / 38.000°N 66.633°E   | أوزبكستان                 | |
| 38°0′N 68°17′E / 38.000°N 68.283°E   | طاجيكستان                 | |
| 38°0′N 70°19′E / 38.000°N 70.317°E   | أفغانستان                 | |
| 38°0′N 71°16′E / 38.000°N 71.267°E   | طاجيكستان                 | |
| 38°0′N 74°54′E / 38.000°N 74.900°E   | جمهورية الصين الشعبية     | سنجان تشينغهاي قانسو منغوليا الداخلية نينغشيا منغوليا الداخلية شنشي − لحوالي 5 كم منغوليا الداخلية − لحوالي 14 كم شنشي شانشي — مرورا بشمال تاي يوان خبي — مرورا بجنوب شيجياتشوانغ شاندونغ |
| 38°0′N 118°58′E / 38.000°N 118.967°E | البحر الأصفر              | مرورا بشمال Baengnyeong Island (في 37°59′N 124°41′E / 37.983°N 124.683°E), كوريا الجنوبية                                                                                                 |
| 38°0′N 125°7′E / 38.000°N 125.117°E  | كوريا الشمالية            | Ongjin Peninsula — مقاطعة هوانغهاي الجنوبية |
| 38°0′N 125°35′E / 38.000°N 125.583°E | البحر الأصفر              | Ongjin Bay |
| 38°0′N 125°46′E / 38.000°N 125.767°E | كوريا الشمالية            | مقاطعة هوانغهاي الجنوبية مقاطعة هوانغهاي مرورا بشمال كايسونغ |
| 38°0′N 126°49′E / 38.000°N 126.817°E | كوريا الجنوبية            | غيونغي (مقاطعة)- مرورا عبر باجو (كوريا الجنوبية)، Yeoncheon County، بوتشون، Gapyeong County مقاطعة غانغوون - مرورا عبر محافظة هواتشون، تشنتشون، محافظة إنجي، محافظة يانغيانغ              |
| 38°0′N 128°44′E / 38.000°N 128.733°E | بحر اليابان               | |
| 38°0′N 138°14′E / 38.000°N 138.233°E | اليابان                   | جزيرة سادو: — محافظة نييغاتا |
| 38°0′N 138°33′E / 38.000°N 138.550°E | بحر اليابان               | |
| 38°0′N 139°14′E / 38.000°N 139.233°E | اليابان                   | جزيرة هونشو: — محافظة نييغاتا — محافظة ياماغاتا — محافظة مياغي |
| 38°0′N 140°55′E / 38.000°N 140.917°E | المحيط الهادئ             | |
| 38°0′N 123°1′W / 38.000°N 123.017°W  | الولايات المتحدة          | كاليفورنيا نيفادا يوتا كولورادو كانساس ميزوري إلينوي إنديانا كنتاكي فيرجينيا الغربية فرجينيا                                                                                              |
| 38°0′N 76°28′W / 38.000°N 76.467°W   | خليج تشيزبيك              | |
| 38°0′N 75°53′W / 38.000°N 75.883°W   | الولايات المتحدة          | ماريلند فرجينيا |
| 38°0′N 75°16′W / 38.000°N 75.267°W   | المحيط الأطلسي            | مرورا بين جزيرة بيكو (في 38°23′N 28°14′W / 38.383°N 28.233°W) وجزيرة ساو ميغيل (في 37°55′N 25°47′W / 37.917°N 25.783°W) islands, الأزور، البرتغال                                         |
| 38°0′N 8°51′W / 38.000°N 8.850°W     | البرتغال                  | محافظة سيتوبال محافظة بيجا - مرورا بجنوب باجة |
| 38°0′N 7°12′W / 38.000°N 7.200°W     | إسبانيا                   | أندلوسيا إكستريمادورا أندلوسيا منطقة مرسية - مرورا بشمال مرسية منطقة بلنسية |
| 38°0′N 0°39′W / 38.000°N 0.650°W     | البحر الأبيض المتوسط      | |

## كوريا

في البداية تم تقسيم شبه الجزيرة الكورية على طول خط عرض 38، ولكن لاحقاً أصبح خط الترسيم العسكري بالبرتقالي هو الحد الفاصل بين الكوريتين.

احتلت اليابان شبه الجزيرة الكورية من عام 1910 حتى عام 1945. اُعتمد خط عرض 38° بعدما استسلمت اليابان في أغسطس 1945، ليشكل حداً فاصلاً بين منطقتي الاحتلال السوفيتية والأمريكية اللتان تقاسمتا كوريا عقب الحرب العالمية الثانية. وقسّم خط العرض هذا شبه الجزيرة الكورية من منتصفها تقريباً. وأصبح هذا الحد الفاصل عام 1948 الحدود الرسمية ما بين كوريا الشمالية (رسمياً: جمهورية كوريا الديمقراطية الشعبية) وكوريا الجنوبية (رسمياً: جمهورية كوريا)، ويدعي كِلا البلدين سيادتهما الشرعية على كامل الأراضي الكورية. أندلعت الحرب الكورية حين عبر الجيش الكوري الشمالي الحدود عند خط عرض 38 واجتاح كوريا الجنوبية بتاريخ 25 يونيو عام 1950، وذلك بعد سلسلة من الهجمات وتبادل لإطلاق النار على جانبي الحدود. ودفع هذا الأمم المتحدة إلى إصدار قرار ضد الهجوم وتدخل قوات الأمم المتحدة التي كانت بغالبيتها أمريكية للدفاع عن كوريا الجنوبية وصد هجوم الشمال.
أقيم حد فاصل جديد بين الكوريتين بعدما تم التوقيع على اتفاق هدنة بتاريخ 27 يوليو عام 1953. ويحيط بخط الترسيم العسكري المنطقة منزوعة السلاح. وتعبر المنطقة خط العرض 38 من الجنوب الغربي وصولاً إلى الشمال الشرقي. غالباً ما يجري الخلط بين خط الترسيم العسكري وخط عرض 38؛ ولكن كما يظهر على الخريطة فإنهما مختلفان.